# Шишмарёва, Татьяна Владимировна
Татьяна Владимировна Шишмарёва (17 февраля 1905, Санкт-Петербург — 9 ноября 1994, там же) — советский и российский художник-акварелист, график, книжный иллюстратор.

## Биография
Татьяна Шишмарёва родилась 4/17 февраля 1905 года на 2-й линии Васильевского острова С.Петербурга, в котором прожила всю жизнь. Лето семья проводила в костромском имении.
Мать — Анна Михайловна Усова (1877—1956), певица и педагог. Отец — филолог, профессор Санкт-Петербургского университета Владимир Федорович Шишмарёв.
Училась на археологическом факультете Петроградского университета (1923—1924). Посещала частные студии. Среди наставников в живописи — Н. Радлов, М. Добужинский, А. Савинов.
С 1926 работала в Детгизе у В. Лебедева, затем — на киностудии «Ленфильм» (1932—1934), в различных издательствах.
С 1935 участвовала в коллективных выставках. В 1934—1946 преподавала в ленинградских вузах. Член Ленинградского отделения Союза советских художников.
Персональная выставка её работ состоялась в 1975.
Создала многочисленные графические портреты современников. В конце жизни написала воспоминания о В. Лебедеве, С. Лебедевой, Н. Лапшине, Н. Тырсе, Ю. Васнецове и др.
Муж — художник В. А. Власов (1905—1979), в 1932—1934 — узник ГУЛАГа.  Их сын — Борис Васильевич Власов (1936—1981), художник.
Татьяна Владимировна Шишмарёва похоронена на кладбище в Комарово , рядом со своим отцом.

## Творчество
Автор иллюстраций к произведениям Бальзака, Диккенса, Стивенсона, Пушкина («Пиковая дама»), Грибоедова («Горе от ума»), прозе Гоголя, Гончарова, Н. Лескова, А. Чехова, А. Куприна, М. Горького, И. Ефремова, книгам В. Бианки и др.

## Книжная иллюстрация
- Панаева А. Семейство Тальниковых. — Л.: Academia, 1928.
- Бианки В. Лесная газета на каждый год. Илл. Л. Бруни, П. Соколова, Н. Тырсы, Т. Шишмарёвой, Е. Эвенбах. — М.-Л.: ОГИЗ, 1928, 1929, 1934, 1935.
- Бианки В. На великом морском пути. — Л.: Детгиз, 1936, 1939.
- Пушкин А. С. Пиковая дама. — М.-Л.: Детгиз, 1946.
- Стивенсон Р. Л. Похищенный. Катриона. — М.-Л.: Детская литература, 1947.
- Грибоедов А. С. Горе от ума. — М.: Детгиз, 1949, 1967, 1972, 1973, 1975, 1978.
- Бармин А. Руда. — М.-Л.: Детская литература, 1951, 1952, 1955.
- Шим Э. Лето на Корбе. Илл. В. Власова и Т. Шишмарёвой. — М.-Л.: Детгиз, 1951.
- Диккенс Ч. Пип. Отрывок из романа «Большие ожидания». — М.-Л.: Детская литература, 1952.
- Горький М. Сказки об Италии. — М.: Детгиз, 1952.
- Чехов А. П. Повести и рассказы. — Л.: Газетно-журнальное и книжное издательство, 1953.
- Матье М. День египетского мальчика. Илл. Т. Шишмарёвой и Ю. Киселёва. — М.: Детгиз, 1954, 1956, 1975.
- Лесник. Далёкие годы. — М.: Детгиз, 1954.
- Чехов А. П. Мальчики. — М.: Детгиз, 1954.
- Гоголь Н. Повести. Илл. А. Каневского, В. Власова, И. Година, М. Таранова, Т. Шишмарёвой. — М.: Детгиз, 1954.
- Волшебное яйцо. Сказки рассказанные румынскими писателями. — М.: Детгиз, 1955, 1959, 1962.
- Гончаров И. А. Обломов. — М.: Правда, 1955.
- Херта Элина. Понимайка и лось. Сказка. — М.: Детгиз, 1955.
- Ефремов И. На краю Ойкумены. Звёздные корабли. Повести и рассказы. Илл. Т. Шишмарёвой, И. Архипова, В. Тауберга. — М.: Детгиз, 1956, 1959.
- Прилежаева-Барская Б. Крепостной художник. — Л.: Детская литература, 1956, 1959.
- Умный ягнёнок. Индийская сказка. — М.: Детгиз, 1956.
- Граши Ашот. Шуба Пыл-Пуги. Илл. В. Власова и Т. Шишмарёвой. — М.: Детская литература, 1956.
- Дагестанские народные сказки. — М.: Детгиз, 1957.
- Тургенев И. Рудин. — Л.: Детгиз, 1958.
- Мастер Иванко. Закарпатские сказки. Илл. В. Власова и Т. Шишмарёвой. — М.: Детгиз, 1960.
- Три апельсина. Итальянские народные сказки. — М.: Детская литература. 1960.
- Выгодская Э. Необыкновенные приключения испанского солдата Сервантеса, автора «Дон Кихота». Илл. В. Власова и Т. Шишмарёвой. — Л.: Детгиз, 1962.
- Пелин Элин. Избранное. — М.: Детгиз, 1963.
- Ленивый Мурад. Сказки туркменских поэтов в переводе Наума Гребнева. — М.: Детская литература, 1963.
- Стивенсон Р. Л. Похищенный. Катриона. — М.: Детская литература, 1966.
- Чехов А. П. Ванька. — М. Детская литература, 1967, 1980, 1983.
- Добролюбов Н. А. Избранные статьи. — М. Детская литература, 1972.
- Добин Е. История девяти сюжетов. — Л.: Детская литература, 1973, 1990.
- Лесков Н. С. Рассказы. — Л.: Детская литература, 1973.
- Сименон Ж. Мегрэ сердится. — М.: Детская литература, 1975, 1978.
- Попался сверчок. Французские народные сказки. — М.: Детская литература, 1975.
- Куприн А. И. Ю-ю. Рассказы о животных. — Л.: Детская литература, 1977, 1981, 1985.
- Лесков Н. С. Левша. Сказ о тульском косом левше и о стальной блохе. — М.: Детская литература, 1979. — (Школьная библиотека)
- Чехов А. П. Мальчики. Рассказы. — Л.: Детская литература, 1980.
- Станев Э. Весна в январе. — М.: Детская литература, 1981.

## Т. Шишмарёва об искусстве
- О рисунке и книжной графике // Детская литература. — 1983. — № 5. — С. 71-72
- «…Написала о своих друзьях». Публикация, предисловие и комментарий Зинаиды Курбатовой // Наше наследие. — 2009. — № 90-91. — С. 106—121.